# 妻たちの課外授業
『妻たちの課外授業』（つまたちのかがいじゅぎょう）は、日本テレビ系列の『水曜ドラマ』枠で放送されたテレビドラマで、同枠放送作品の1作目。1985年10月9日から1986年3月26日まで毎週水曜 22:00 - 22:54（日本標準時）に放送。全24話。

## 概要
PTAを題材とした作品。共に中学3年生の子供を持つ主婦たちが、PTA役員の仕事を通じ、教育問題や夫婦関係、教師たちの腐敗（教師の不倫や教師への賄賂など）や子供たちの間での性の問題、親子の絆などといった様々な問題と向き合い、悩み、解決してPTAの体質を変えようと奮闘するその姿をライトタッチで描いた。
幾度となくバラエティ番組で共演する高田純次と和田アキ子が初共演した番組でもある。

## キャスト
紺野真弓
演 - 市毛良枝
36歳。息子・守の中学校のPTA役員。他に娘が居る。子供にとっての教育というものについて真剣に悩んでいる。
南友恵
演 - 由紀さおり
37歳。夫と娘との3人家族。PTAの学年委員長。PTAでの人間関係、教師との関係を大いに利用している。
藤波洋子
演 - 和田アキ子
35歳。夫と息子との3人家族。PTAの校外指導委員。思ったことがすぐ口に出る性格から周りとの衝突が絶えない。
紺野順平
演 - 前田吟
41歳、真弓の夫。商事会社勤務。お人好しだが少々気弱。
紺野守
演 - 前田耕陽
真弓の息子。
紺野美由紀
演 - 西尾麻里
真弓の娘。
南公一
演 - 小坂一也
43歳、友恵の夫。旅行代理店勤務。子供のことには関心が薄い。一方ではデートクラブの女性と付き合うこともある。
南かおる
演 - 森村聡美
14歳、中学3年生、友恵の娘。成績優秀でクラスの中では人気者だが、一方ではツッパリをしている裏の面もある。
藤波昌彦
演 - 高田純次
37歳、洋子の夫。クリーニング店経営。体力面で洋子にかなわないことから、いつも大人しくしている。
藤波徹男
演 - 成田昭次
洋子の息子。
津田祐介
演 - 篠田三郎
36歳。真弓、友恵、洋子のそれぞれの子供たちのクラスの担任。教育熱心で正義感が強い。一方で、真弓との仲も噂されるようになる。
大沼喜郎
演 - 金子信雄
56歳、校長。
佐川紀男
演 - 牟田悌三
49歳。
今井英明
演 - 信実一徳
41歳、教師。
河野伸子
演 - 中島葵
37歳、教師。
久保修治
演 - 清水善三
吉沢章子
演 - 和由布子
23歳、教師。
橋詰弘
演 - 坂元貞美
38歳、教師。
長谷部
演 - 幸田直子
教師。
山下健悟
演 - 沼田爆
40歳。
沢律子
演 - 加茂さくら
44歳、PTA会長。
沢英治
演 - 前薗宏一郎
律子の息子。
正木佐和子
演 - 佐野アツ子
34歳、PTA役員。
谷雅代
演 - 山之内滋美
33歳、PTA役員。
中町秀子
演 - 沢井孝子
36歳、PTA役員。
吉村
演 - 新橋耐子
PTA役員。
小西卓也
演 - 佐藤英夫
55歳。
須崎夏江
演 - 水野久美
42歳。
須崎浩次
演 - 吉沢正彦
夏江の息子。
柳暁美
演 - 岡本広美
25歳、ホステス。
佐々木倫子
演 - 弓恵子
45歳。
良一
演 - 草間忠宏
さよ子
演 - 大原ますみ
良一の母。
その他
演 - 大門正明
（出典：）

## スタッフ
- 制作 - 山本時雄
- プロデューサー - 結城章介、樋口清
- 脚本 - 畑嶺明、大原豊、香取俊介、奥村俊雄
- 演出 - 結城章介、田中知己、篠木為八男、小葉松慎
- 音楽 - 羽田健太郎
- 音楽ディレクター - 鈴木清司
- 効果 - 倉橋静男
- 技術協力 - 生田スタジオ
- 製作著作 - 日本テレビ

## 主題歌
- 『ブルーな嵐』（VAP、1985年10月23日発売、C/W『黄昏のLoveLetter』）
  - 作詞 - 三浦徳子
  - 作曲 - 和泉常寛
  - 編曲 - 鷺巣詩郎
  - 唄 - 森川美穂

## 放送日程
| 話数 | 放送日        | サブタイトル               | 脚本               | 演出       | ゲスト                           |
| ---- | ------------- | -------------------------- | ------------------ | ---------- | -------------------------------- |
| 1    | 1985年10月9日 | ザ・PTA戦争                | 畑嶺明             | 結城章介   |                                  |
| 2    | 10月16日      | 教師と恋の偏差値           | 畑嶺明             | 結城章介   |                                  |
| 3    | 10月23日      | ラブホテルとスケバン!?     | 畑嶺明             | 田中知己   |                                  |
| 4    | 10月30日      | 進学塾と恋の深夜コース     | 畑嶺明             | 田中知己   | 古沢：星セント                   |
| 5    | 11月6日       | 主婦にもいじめがあった     | 畑嶺明             | 篠木為八男 |                                  |
| 6    | 11月13日      | 結婚式とお葬式             | 畑嶺明             | 篠木為八男 | 正木清（佐和子の息子）：勝部章弘 |
| 7    | 11月20日      | 不良主婦予備軍             | 畑嶺明             | 篠木為八男 |                                  |
| 8    | 11月27日      | うわさの二人               | 畑嶺明             | 田中知己   |                                  |
| 9    | 12月4日       | 家庭教師と親の見栄講座     | 香取俊介           | 結城章介   | 大垣（家庭教師）：加藤義博       |
| 10   | 12月11日      | 男性侮蔑症候群             | 奥村俊雄           | 田中知己   |                                  |
| 11   | 12月18日      | お歳暮作戦と内申点         | 畑嶺明             | 篠木為八男 |                                  |
| 12   | 12月25日      | 受験戦士にメリーX'マス     | 香取俊介、奥村俊雄 | 結城章介   |                                  |
| 13   | 1986年1月8日  | 初体験でニューイヤー       | 奥村俊雄           | 田中知己   |                                  |
| 14   | 1月15日       | えッ、裏口入学!?           | 畑嶺明             | 篠木為八男 | 高橋：高橋剛                     |
| 15   | 1月22日       | 悩める教師に甘い誘惑       | 畑嶺明             | 結城章介   |                                  |
| 16   | 1月29日       | 主婦の学歴競争             | 畑嶺明             | 篠木為八男 |                                  |
| 17   | 2月5日        | 夫たちの欲求不満           | 奥村俊雄           | 結城章介   | 君塚光江：五十嵐治江             |
| 18   | 2月12日       | 主婦のキャバクラ入門？     | 畑嶺明             | 小葉松慎   |                                  |
| 19   | 2月19日       | 必見! 主婦たちの合格発表？ | 大原豊             | 篠木為八男 |                                  |
| 20   | 2月26日       | 裏工作に主婦が燃えた！     | 奥村俊雄           | 篠木為八男 |                                  |
| 21   | 3月5日        | 主婦だって女なのよ！       | 大原豊             | 結城章介   |                                  |
| 22   | 3月12日       | 浮気の報酬                 | 畑嶺明             | 小葉松慎   |                                  |
| 23   | 3月19日       | オバンと呼ばないで！       | 奥村俊雄           | 結城章介   | 章子：和由布子                   |
| 24   | 3月26日       | 主婦たちの御礼参り         | 畑嶺明             | 篠木為八男 |                                  |

## 関連文献
- 畑嶺明『妻たちの課外授業』日本テレビ放送網、1985年11月9日。
- 畑嶺明『妻たちの課外授業 2』日本テレビ放送網、1986年1月27日。